# ローマ劇場 (トリエステ)

トリエステのローマ劇場

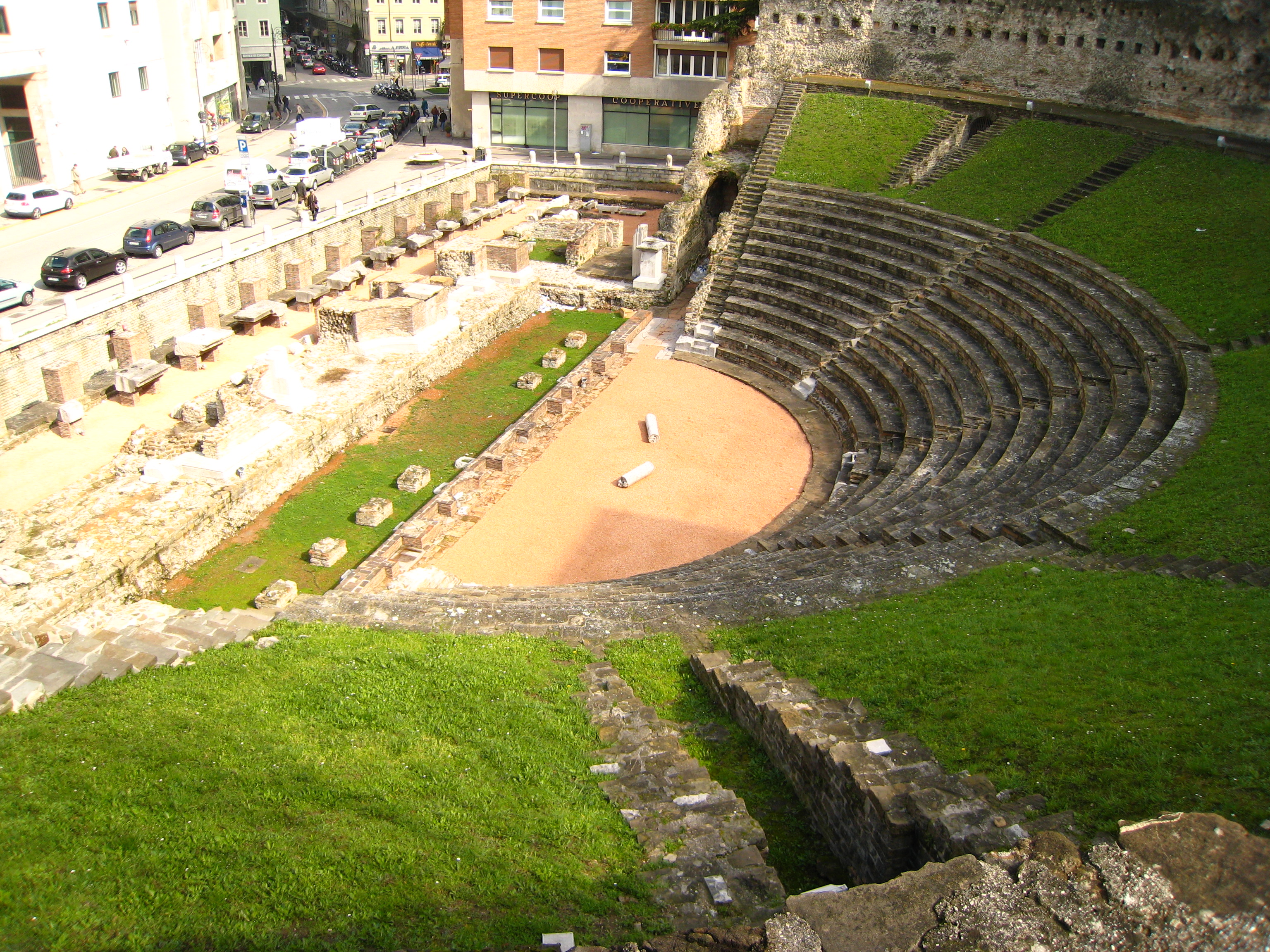

トリエステのローマ劇場（イタリア語: Teatro romano di Trieste）は、イタリア北東部の街トリエステにある古代ローマ時代に造られたローマ劇場。サン・ジュスト城のある丘の麓にある。

## 概要
このローマ劇場からは3つの碑文が刻まれた石が発見されており、それらはローマ帝国第13代皇帝トラヤヌス（在位 98年 - 117年）の時代のものである。これによれば、Q. ペトロニウス・モデスタス（Q. Petronius Modestus）がトラヤヌス帝に請願して劇場が建てられ、建設時期は1世紀後半（文献により1世紀から2世紀）と推定されている。劇場はサン・ジュストの丘の麓の斜面に海を向いて建設されており、客席部の直径は約64mで、高さは約15mである。建物の大半は石で造られているが、客席後部は木造であったと推定されている。観客収容数は約6,000人であった。
1814年に再“発見”され、1930年頃までに修復され現在の姿となった。現在、ローマ劇場は公開されていないが、舞台部分の背面に隣接するテアトロ・ロマーノ通り（Via del Teatro Romano）から劇場の全貌を眺めることが出来る。

## アクセス
- トリエステ市バス 11系統 Corso Italiaバス停下車 南へ100m [3]
- トリエステ駅から徒歩で南へ約1.1km